# Эйвонсайд
Эйвонсайд, Авонсайд (англ. Avonside) — восточный пригород Крайстчерча в Новой Зеландии, один из старейших пригородов, образованный вторым после долины Хиткот.

## История
Через пригород протекает река Эйвон. Пригород был построен на плодородной почве её поймы. В старину на территории современного пригорода была очень болотистая местность.
Пригород был назван по имени церкви Святой Троицы, которая была построена около реки Эйвон в 1855 году. В 1869 году местный архитектор Бенджамин Маунтфорт, начал проектирование нескольких дополнений и пристроек для этой церкви. В 1898 году он умер и был захоронен на церковном кладбище.
Границы прихода англиканской церкви Эйвонсайда были обозначены в 1859 году, и включали в себя территории современных пригородов Арануи, Бернвуд, Линвуд, Маршленд, Нью-Брайтон, Норт-Нью-Брайтон, Парклендс и Филлипстаун. В течение некоторого времени территория прихода включала в себя и северо-восточную часть Крайстчерча, вплоть до реки Стикс.

## Образование
В Эйвонсайде расположена средняя школа для девочек, Avonside Girls' High School.

## Землетрясения
В результате землетрясения 4 сентября 2010 года церкви Святой Троицы был нанесён значительный ущерб. В ходе землетрясения пригород пострадал от разжижения грунтов. В особенности пострадали улицы Келлер-стрит (англ. Keller Street), Брекен-стрит (англ. Bracken Street), Ретрит-роуд (англ. Retreat Road), Коулишо-стрит (англ. Cowlishaw Street), которые были покрыты водой и серым илом. На Эйвонсайд-драйв (англ. Avonside Drive) были разрушены дороги и строения. Энергоснабжение и водоснабжение были прерваны, в некоторых случаях на несколько дней. Серьёзный ущерб был причинён системе канализации.
В то время как церковь Святой Троицы находилась на реконструкции, в феврале 2011 года произошло ещё одно землетрясение, в результате которого церковь была разрушена. В том же 2011 году церковь была снесена. Это землетрясение нанесло ещё больший ущерб инфраструктуре и строениям Эйвонсайда. Разжижение грунтов и наводнение были более масштабными, чем в сентябре 2010 года. Дороги и многие здания в пригороде были разрушены. Энергоснабжение было прервано на две—три недели, в большинстве зданий система канализации нуждалась в замене или ремонте. Армия Новой Зеландии и множество волонтёрских организаций (в том числе армии студентов и фермеров) прибыли в Крайстчерч для помощи пострадавшим и ликвидации последствий землетрясения. В основном они помогали очищать улицы от ила и мусора. Местный депутат, Брендон Бёрнс (англ. Brendon Burns), совместно с лидерами местных общин организовал встречи с населением в Ретрит-парке на пересечении Ретрит-роуд (англ. Retreat Road) и Паттен-стрит (англ. Patten Street) для информирования об источниках пищи, питьевой воды и ходе восстановительных работ.
Землетрясение в июне 2011 года вновь привело к разжижению грунтов и наводнению, причинившими ущерб зданиям и инфраструктуре пригорода. После землетрясения правительство Новой Зеландии объявило территорию Эйвонсайда (и многих других пригородов Крайстчерча) так называемой «Красной зоной», в которой многие здания должны быть снесены и отстроены заново. Под действие этого постановления попали многие улицы пригорода, жители которых обязаны были освободить свои дома к апрелю 2013 года, и получить компенсацию от правительства и страховых компаний за своё жильё и земельные участки. Часть улиц пригорода попали в так называемую «Зелёную зону», в которой страховые компании обязались отремонтировать или перестроить повреждённое имущество. Тем не менее, некоторые участки (в основном Паттен-стрит, Ретрит-роуд и Коулишо-стрит) попали в область между этими двумя зонами, названную «Оранжевой зоной». Частичное решение о судьбе земельных участков и недвижимости в этой зоне было принято в феврале 2012 года. 213 земельных участков с недвижимостью были отнесены к красной зоне, и их владельцы должны были освободить свои дома, 42 участка были отнесены к зелёной зоне. К маю 2012 года было принято окончательное решение по оранжевой зоне Крайстчерча.